# ژو دونگیو
ژو دونگیو (به انگلیسی: Zhou Dongyu) (زاده ۳۱ ژانویه ۱۹۹۲) بازیگر چینی است.
از کارهای معروف او می‌توان بازی در فیلم دنیای حیوانات، کاخ، ما و آنها و هیولای کنگ فوکار را نام برد.